# Mycoplasma
Mycoplasma és un gènere de bacteris que no tenen paret cel·lular. Sense aquesta paret cel·lular, no estan afectats per molts antibiòtics com la penicil·lina o altres que tenen l'objectiu d'atacar la paret cel·lular. Els mycoplasmes poden ser paràsits o sapròfits. Algunes espècies són patògens en humans, incloent-hi M. pneumoniae, que és una causa important de pneumònia atípica i altres afeccions respiratòries, i M. genitalium, que es creu implicat en malalties d'inflamació pelviana. Es troben també com a contaminants en material de laboratori en cultius de cèl·lules.

## Origen del nom
Deriva del grec mykes (fong) i plasma (format), el primer a usar-lo va ser A. B. Frank el 1889 que es va pensar que era un fong, ja que en té algunes característiques.

## Característiques
N'hi ha unes 100 espècies reconegudes. La classe a què pertany és Mollicutes són paràsits o comensals dels humans i altres animals incloent-hi insectes. El gènere Mycoplasma està restringit a hostes vertebrats. Necessiten el colesterol per a créixer com també altres mollicutes. La seva temperatura òptima de creixement és la normal (d'uns 37 °C en humans) en els animals de sang calenta i la temperatura ambient en altres casos. Segons anàlisis d'ARN estan emparentats amb Lactobacillus o Clostridium de la branca filogenètica dels Firmicutes (sensu stricto).

### Morfologia cel·lular
Els mycoplasmes no tenen paret cel·lular i la forma de la cèl·lula es caracteritza per la seva petita mida (un 10% del volum d'Escherichia coli. La majoria tenen una forma pseudococcoidal, però amb excepcions notables.
Les Mycoplasmes, de forma inusual entre els bacteris, necessiten esterols per l'estabilitat de la membrana citoplasmàtica. Aquests esterols els adquireixen normalment del colesterol animal. Tenen un genoma relativament petit (de 0.58 a 1.38 megabases) cosa que implica una dràstica reducció de la capacitat biosintètica i incrementen la dependència de l'hoste.

## Taxonomia
Els micoplasmes tenen importància mèdica i agrícola i per això s'ha fet una extensa catalogació.
Originalment el nom de mycoplasmes designava membres de la classe Mollicutes. Actualment Mycoplasma és un gènere de Mollicutes. S'havien classificat dins el fílum Firmicutes, que consistia en bacteris com Clostridium, Lactobacillus,i Streptococcus segons anàlisis d'ARNr 16S. L'ordre Mycoplasmatales conté només una família, Mycoplasmataceae, amb dos gèneres: Mycoplasma i Ureaplasma.
Les restants espècies del gènere Mycoplasma estan dividides en tres grups no taxonòmics, hominis, pneumoniae i fermentans, basat en seqüències de ed on ARNr 16S.
El grup hominis conté M. bovis, M. pulmonis, i M. hominis, entre d'altres. M. hyopneumoniae afecta els porcs en la seva respiració.
El grup pneumoniae conté grups de M. muris, M. fastidiosum, U. urealyticum, els informalment anomenats haemoplasmes abans en els gèneres Haemobartonella i Eperythrozoon), i el grup M. pneumoniae que inclou M. alvi (boví), M. amphoriforme (humà), M. gallisepticum (aviar), M. genitalium (humà), M. imitans (aviar), M. pirum (sense certesa/humà), M. testudinis (tortugues), i M. pneumoniae (humà).